# Гаук Олександр Васильович
Олекса́ндр Васи́льович Га́ук (рос. Александр Васильевич Гаук, нар. 3 (15) серпня 1893 — пом. 30 березня 1963) — радянський диригент та композитор, народний артист РРФСР (1954).

## Біографія
Народився в Одесі. Освіту здобув у Петроградській консерваторії як диригент і композитор. 1917 став диригентом Петроградського театру музичної драми, з 1923-го по 1931 рік працював в Ленінградському театрі опери та балету (диригував в основному балетними виставами). У 1930—1934 роках очолював симфонічний оркестр Ленінградської філармонії, а в 1936-му став першим головним диригентом щойно створеного Державного академічного симфонічного оркестру СРСР і керував ним до 1941-го. Нарешті, у 1953—1963 роках керував Великим симфонічним оркестром Держтелерадіо СРСР.
Гаук вів активну педагогічну діяльність, викладав у Ленінградській (1927—1933, 1946—1948), Тбіліській (1941—1943), Московській (1939—1963, з 1948-го — професор) консерваторіях, серед його учнів — Євген Мравінський, Олександр Мелік-Пашаєв, Костянтин Симеонов, Євген Свєтланов. Помер у Москві.

## Творчість
Гаук володів гарним почуттям оркестрового ансамблю і стилю твору. Під його орудою звучали твори Хачатуряна, Мясковського, Шапоріна, Шостаковича та інших сучасних композиторів (багато з яких були виконані вперше), поряд із класичним репертуаром (творами Генделя, Й. С. Баха, Берліоза). 13 листопада 1945 саме Гаук продиригував відновленою Першої симфонією Рахманінова, що не виконувалася до того протягом майже 50 років. Виступав з гастролями в різних країнах. У 1954 році йому було присвоєно звання Народного артиста РРФСР.
Гаук є автором ряду оригінальних творів: симфонії, концертів для фортепіано та для арфи з оркестром, фортепіанних і камерних творів, оркестровок творів Чайковського та Мусоргського (у тому числі незакінченої опери останнього «Одруження»). У 1975 роки було опубліковано видання «Мемуари, вибрані статті, спогади сучасників Олександра Гаука».